# Hewlett-Packard 1000 Serie
Die Hewlett-Packard 1000 Serie war eine in den 1970er Jahren entstandene Rechnerfamilie von Hewlett-Packard.
Vorläufer der HP1000 war die Rechnerfamilie HP2100, deren erstes Modell 2116A Mitte der 1960er Jahre entwickelt worden war. HP bot die Rechnerserie HP 1000 vor allem im technischen Bereich  mit dem Multiuser-Betriebssystem RTE (Real-Time Executive) bzw. dem Einzeluser-Betriebssystem DOS (nicht zu verwechseln mit MS-DOS) an. Die ersten Rechnersysteme kamen 1967 zu Kaufpreisen zwischen 120.000 und 250.000 Mark auf den Markt und lagen etwa im Leistungsbereich der damaligen Konkurrenten PDP-11 von Digital Equipment oder der Nova 3/D von Data General.
Die Programmierung erfolgte in den Sprachen BASIC, Fortran, ALGOL und HP-Assembler. Technische Hauptmerkmale der HP1000 waren eine 16-bit-CPU mit einem  Zweikanal-DMA-Kontroller (d. h. zwei DMA-Operationen konnten gleichzeitig ablaufen), eine Memory Management Unit (MMU) mit Seitenverwaltung und Speicherschutz und die Erweiterbarkeit des Speichers auf bis zu 2 Megabyte. Anwendungsgebiete waren grafische Datenverarbeitung und Simulationen sowie insbesondere Betriebssteuerung und -überwachung in Fertigungsbetrieben. In Verbindung mit der modernisierten Betriebssystemvariante RTE-A wurden HP1000-Rechner des seit 1982 gebauten Typs HP1000 A (in den Varianten A 400, A 600, A 700 bzw. A 900) noch in den 1990er-Jahren für Labordatensysteme und als Steuerungsrechner insbesondere im Bereich von Druckereien eingesetzt. Die letzten HP1000 Produkte wurden von Hewlett-Packard am 1. November 2000 vom Markt genommen, das Ende des Supports für die CPUs vom Typ A400, A600 und A990 erfolgte im Jahr 2005.
Um die teilweise sehr umfangreichen Individual-Anwendungen, welche auf der HP1000 vor allem im Prozess-Steuerungs- und -Überwachungsumfeld entwickelt wurden, auch nach dem Ende des Supports der HP1000-Familie weiter nutzen zu können, wurde ursprünglich von Hewlett-Packard, später von der Firma OrgaBIT, ein komfortables Migrationswerkzeug mit dem Namen RTE-UX entwickelt und im Rahmen von Migrationsprojekten eingesetzt. Mit RTE-UX können HP1000-Anwendungen in die Unix-/Linux-Welt migriert werden und damit weiter genutzt werden. 